# أوتسوكي (ياماناشي)
مدينة أوتسوكي (بالإنجليزية: Ōtsuki) هي أحد المدن التابعة لمحافظة ياماناشي. تأسست رسميًا في 08/08/1954. ويقدر عدد سكانها بـ 29869 نسمة حسب تقدير مكتب الإحصاء الياباني لعام 2012. تبلغ مساحة أوتسوكي 280.3 كم2. بكثافة سكانية تبلغ 107 نسمة/كم2.

## أعلام
- ماسانوري موراكامي